# Литвин Андрій Сергійович
Андрій Сергійович Литвин (*18 грудня 1956, станиця Слов'янська (нині м. Слов'янськ-на-Кубані), Краснодарський край)  — український дисидент в Росії,географ, викладач, громадський діяч, науковець, публіцист.

## Життєпис

### Родовід
Батько, Литвин Сергій Іванович (1919  —2004), лікар-ветеринар, із хутора Штурмова Балка біля села Водяне Чутівського району Полтавщини, син селянина Литвина Івана Петровича та козачки Литвин (Гринь) Марії Сидорівни (вбита большевиками голодом у 1933). Мати, Литвин (Сіпко) Зінаїда Андріївна (1929  — 2013), із села Архангельське Велико-Олександрівського району Миколаївщини, дочка репресованого у 1937 Сіпка Андрія Кононовича та Сіпко (Якушко) Тетяни Мусіївни.

### Дитинство та юність
Батьки Андрія одружилися 1954 у Харкові, де закінчували інститути, й через різні життєві причини переїжджали: на Кубань приїхали із села Онгудай Горно-Алтайського АО у 1956, у 1957 поселилися в станиці Калніболотській, де в 1958 народився другий син Олексій і де брати пішли в школу.
З 1966 жили в Нальчику, де осіли родичі матері.
З 1967 три роки родина прожила в Україні: рік у Полтаві в родичів батька, два  — в селі Пришиб Кременчуцького району Полтавщини. Там Андрій отримав щеплення українською культурою.
У 1970 родина повернулася до Кубані, де в 1972 Андрій на відмінно закінчив 8 клас школи станиці Приазовської Приморсько-Ахтарського району, а в 1976, після майже чотирьох років навчання у технікумі молочної промисловості (нині харчових виробництв) станиці Вознесенської Лабінського району, отримав диплом техніка-технолога консервування молочних продуктів.

### Зрілість
Після двох років строкової служби в ГРВН (найбільше гранатометником у Шверіні), у 1978 поступив на географічний факультет Ленінградського університету, де з 1981 одночасно працював лаборантом. У 1980 одружився з Литвин (Наріжняк) Людмилою Володимирівною. З отриманням у 1983 вищої освіти за фахом «економічна та соціальна географія» почав викладати на кафедрі географії Карельського педінституту. Після навчання у 1986—1989 в аспірантурі Московського педагогічного університету знову повернувся у Петрозаводськ.
У 1992 був експертом у питаннях геральдики і вексилології у Верховній Раді Карелії.
Як ініціатор з 1995 бере участь в організації у Петрозаводську науково-практичних конференцій пам'яті академіка К. І. Арсеньєва. Одночасно з Карельським педагогічним ВНЗ, із середини 1990-х по 2012 викладав на економічному факультеті Петрозаводського університету (ПетрДУ). У 1998  —2000 вигравав регіональні конкурси РФФД на отримання грантів.
У 2013 кафедру географії приєднано до ПетрДУ. У 2013  — 2015 працював перекладачем з російської мови на українську і навпаки в Слідчому комітеті та судах Карелії.
З 2014 підробляє гідом. Має понад 200 наукових праць (у тому числі з українознавства). Керує науковою роботою (у тому числі з української тематики) студентів. Щорічно робить доповіді (у тому числі з української тематики) на наукових з'їздах і конференціях.
З 1983  — член Російського географічного товариства. Один із творців (у 1989) і керівників Асоціації Зелених Карелії.
У 1992 разом із В. П. Фартушним й іншими став створювати Товариство української культури в Республіці Карелія, яке в 1993 було зареєстровано. Одним із керівників цієї організації, яка тепер називається «Калина», залишався до кінця 2008.
Був делегатом Конґресів українців Росії, делегатом і гостем Всесвітніх форумів українців.
Організатор і директор недільної (згодом суботньої) української школи «Рідне слово» (1993  — 1995). І в подальшому займався з дітьми. Вів курси української мови для дорослих. Щорічний учасник і організатор різних національно-культурних заходів. Щорічно на початку серпня разом з Л. Скрипниковою й іншими гостинно приймає українських прочан, вшановує пам'ять розстріляних у Сандармосі.
Головний редактор сайту «Кобза» В. А. Коломацький про Андрія Литвина:
| Андрій Литвин є самим послідовним і пламенним українським дисидентом у Росії. Він постійно і багато років проводить одиночні пікети на захист політв’язнів, публічно протестує проти війни на Донбасі, підтримує контакти із регіональними політиками-дисидентами у Петрозаводську. Він є лідером зареєстрованої української організації у Петрозаводську. Він також відомий своїми науковими працями, присвяченими діапорі. Наша громада може гордитися таким яскравим і потужним громадським діячем. Не дивно, що Андрій Литвин переміг в номінації "Українець року у Росії" |.
У 2005 написав проект, який отримав грант Міністерства культури Карелії на організацію Фестивалю української культури у Костомукші. Написаний у 2006 проект отримав грант Адміністрації Президента Росії, й у 2007 відбувся Конґрес українців Карелії.
У 2007 розробив проект, отримав грант Міннаца Карелії та провів Республіканський дитячий семінар «Святитель Миколай і діти». Того ж року написав проект, який теж отримав грант Міннаца Карелії, та втілився вже у 2008 у книгу «Моя Карелия, моя Украина».
У 2009 створив і очолив Місцеву національно-культурну автономію українців міста Петрозаводська. Організував й очолив Карельське відділення Українського Конґресу Росії. На різних заходах продовжує відстоювати права українців і загальні права людини, вшановувати пам'ять загиблих під час голодоморів тощо. Багато разів виходив на мітинги демократів і одиночні пікети на підтримку України.

### Протестна діяльність

Андрій Литвин на одиночному пікеті 21 вересня 2016, Студентський бульвар, Петрозаводськ

На початку березня 2014 року, коли провладні структури в Карелії збирали мітинг на підтримку «приєднання» Криму до Росії, Андрій Литвин подав у мерію Петрозаводська заявку на проведення пікету за єдність і територіальну цілісність України. В результаті масованого тиску з боку ФСБ (погрожували російськими тітушками не тільки Андрію, а й його родині — доньці та онучці; декілька днів до того хлопцям із групи «Їжа замість бомб», які вийшли у Петрозаводську з українським прапором, поламали пальці, вивихнули хребець), пікет не відбувся.
22 квітня 2014 року в петрозаводському готелі «Онего палас» у ході круглого столу «Міжнаціональні відносини в дзеркалі ЗМІ» Андрій Литвин рішуче припинив образи на адресу українців. 21 вересня 2014 року він вийшов з плакатом «За територіальну цілісність України! Імперські замашки — вражда, біль, війна» на антивоєнний мітинг.
Наприкінці жовтня 2014 року як спостерігач від Світового Конґресу Українців (СКУ) на парламентських виборах в Україні побував на Полтавщині.
29 жовтня 2014 року в Києві Голова УВКР М. Я. Ратушний вручив Литвину медаль до 200-річчя з дня народження Т. Г. Шевченка.
Після вбивства Б. Є. Нємцова демократи в Петрозаводську 1 березня 2015 року провели пікет, Андрій Литвин вийшов з плакатом «І Надію Савченко хочете вбити?». Того року брав участь у інших акціях петрозаводских прихильників демократії: пікеті 2 квітня, мітингу 9 квітня, пікеті 16 квітня, мітингах 20 травня, 7 листопада (з плакатом «Ні політрепресіям»), 24 і 26 грудня (з плакатом «За демократію! За Г. І. Ширшину!»).
9 січня 2016 року був на мітингу демократичної громадськості Петрозаводська. Тоді влада Росії та Карелії прийняла закони проти мітингів і масових пікетів. Тепер змушений проводити одиночні пікети.

### Родина
Є дочка Наталія і внучка Аліса.

### Нагороди і відзнаки
За активну участь у Всеросійських переписах населення 2002 та 2010 нагороджен медалями. Редакцією сайту «Кобза» визнаний «Українцем року в Росії» 2016.

### Захоплення
Шахи. Спів у створеному восени 1994 хорі «Українська пісня».

## Публікації

### Деякі українознавчі публікації
- Литвин А. Бути українцями в Карелії // Моя Карелія, моя Україна: Хроніка діяльності Карельської республіканської громадської організації "Товариство української культури «Калина» (Республіка Карелія, РФ), 1993—2008. Львів: Видавничий відділ «АРТОС» фундації «АНДРЕЙ», 2009. 128 с. С. 18–43.
- Литвин А. С. Володіння українською мовою українцями Карелії // Украинская этничность в социокультурном пространстве России: Материалы Международной научной интернет-конференции, 24 мая–24 июня 2010 г. / Под общ. ред. Д. А. Черниенко. Уфа: Изд-во Уфимского филиала МГГУ им. М. А. Шолохова, 2011. 224 с. С. 155—167.
- Литвин Андрій. Роль української діаспори Карелії у збереженні національної ідентичності // Українознавчий альманах. Випуск 8. Київ, 2012. 291 с. С. 253—256.
- Литвин А. С. Почитание Т. Г. Шевченко в Карелии // II Международные Шевченковские чтения: сборник материалов / общ. ред. В. Я. Бабенко. Оренбург; Уфа: ИЦ Уфимского филиала МГГУ им. М. А. Шолохова, 2013. 200 с. С. 128—135.[11].
- Литвин А. С. Взаимная туристская привлекательность Карелии и Украины // Северные туристские дестинации как основа развития туризма Северо-Западного региона. Труды V межрегиональной научно-практической конференции. Петрозаводск: КарНЦ РАН, 2014. 92 с. С. 74–78.
- Литвин Андрій. Збереження української ідентичності в Росії початку XXI ст. (погляд з Карелії) // Українознавчий альманах. Випуск 15. Київ, 2014. С. 139—141.

### Публикації, які є в Internet'і
- Литвин А. С. 50 лет Карельского филиала Русского географического общества // География: Программа и тезисы научной конференции «К 150-летию Русского географического общества». Секция географии. Петрозаводск, 18—19 апреля 1995 г. Петрозаводск: КГПИ, 1995. 30 с. С. 8—10. Копія:
- Литвин А. С. Географический взгляд на городские гербы Российской Империи // Социально-экономическое, духовное и культурное возрождение России / Третьи Арсеньевские чтения. Петрозаводск: Ин-т экономики КНЦ РАН, 2003. 509 с. С. 328—336. URL:[12].
- Литвин А. С. О Константине Ивановиче Арсеньеве и чтениях его имени // Приграничный регион в условиях интеграционных процессов и реформирования местной власти /
- Четвёртые Арсеньевские чтения. Петрозаводск: Ин-т экономики КНЦ РАН, 2005. 346 с. С. 10—17. URL:[13].
- Литвин А. С. География православия // Православие в Карелии: материалы III региональной научной конференции, посвящённой 780-летию крещения карелов // Отв. ред. В. М. Пивоев. Петрозаводск: Карельский научный центр РАН, 2008. 439 с. С. 169—176. URL:[14].
- Литвин А. С. Украинская культура в Карелии // Краеведческие чтения: материалы III научной конференции (20 февраля 2009 г.). Петрозаводск: Национальная библиотека Республики Карелия, 2010. 218 с. С. 18—25. Электронный ресурс. Режим доступа:[15].